# Baylissita
La baylissita és un mineral de la classe dels carbonats. Va ser anomenada així per N.S. Bayliss.

## Característiques
La baylissita és un carbonat de fórmula química K₂Mg(CO₃)₂(H₂O)₄. Cristal·litza en el sistema monoclínic.
Segons la classificació de Nickel-Strunz, la baylissita pertany a «05.CB - Carbonats sense anions addicionals, amb H₂O, amb cations grans (carbonats alcalins i alcalinoterris)» juntament amb els següents minerals: termonatrita, natró, trona, monohidrocalcita, ikaïta, pirssonita, gaylussita, calconatronita i tuliokita.

## Formació i jaciments
S'ha descrit a la seva localitat tipus a Suïssa i també a Bulgària. Es forma com a mineral secundari en fractures en aplita, granit i granodiorita.